# Municipio de Campton
El municipio de Campton (en inglés: Campton Township) es un municipio ubicado en el condado de Kane en el estado estadounidense de Illinois. En el año 2010 tenía una población de 17174 habitantes y una densidad poblacional de 192,31 personas por km².

## Geografía
El municipio de Campton se encuentra ubicado en las coordenadas 41°56′23″N 88°25′41″O / 41.93972, -88.42806. Según la Oficina del Censo de los Estados Unidos, el municipio tiene una superficie total de 89.31 km², de la cual 88.99 km² corresponden a tierra firme y (0.36%) 0.32 km² es agua.

## Demografía
Según el censo de 2010, había 17174 personas residiendo en el municipio de Campton. La densidad de población era de 192,31 hab./km². De los 17174 habitantes, el municipio de Campton estaba compuesto por el 95.43% blancos, el 0.73% eran afroamericanos, el 0.15% eran amerindios, el 1.72% eran asiáticos, el 0.06% eran isleños del Pacífico, el 0.79% eran de otras razas y el 1.12% pertenecían a dos o más razas. Del total de la población el 3.58% eran hispanos o latinos de cualquier raza.